# George Whipple
George Hoyt Whipple (28. srpna 1878 – 1. února 1976) byl americký lékař, patolog a vysokoškolský pedagog, nositel Nobelovy ceny za fyziologii a lékařství za rok 1934. Byla udělena za objevy v oblasti léčby jater při anémii a spolu s Whipplem ji získali George Richards Minot a William Parry Murphy.
George Whipple pocházel z lékařské rodiny a studoval medicínu na Yaleově univerzitě a na Univerzitě Johnse Hopkinse, kde pak po několika letech praxe v terénu zahájil i svou akademickou dráhu. Roku 1914 přešel na Kalifornskou univerzitu, kde v letech 1920 až 1921 sloužil jako děkan tamní fakulty medicíny. V té době zakládala svou fakultu medicíny Rochesterská univerzita a George Whipple na ni roku 1921 přešel jako zakládající děkan nové fakulty, na níž pak zůstal až do konce své pracovní kariéry.
Vědecké výzkumy Georga Whipplea se týkaly především fyziologie a patologie jater. V letech 1925–1930 s ním úzce spolupracovala Frieda Robscheitová-Robbinsová, s níž se Whipple pak podělil i peněžní odměnu z Nobelovy ceny.
Od roku 1935 byl členem Německé akademie věd Leopoldina.